# ماریلنا از پی۷
ماریلنا از پی۷ (رومانیایی: Marilena de la P7) فیلمی رومانیایی به کارگردانی کریستیان نمسکو است که در سال ۲۰۰۶ منتشر شد. از بازیگران این فیلم می‌توان به گابریل اسپاهیو و آندی واسلویانو اشاره کرد. این فیلم در بخش هفته بین‌المللی منتقدان، جشنواره فیلم کن ۲۰۰۶ اکران شد.